# Atletiek op de Olympische Zomerspelen 2008 - Zevenkamp vrouwen
De zevenkamp voor vrouwen op de Olympische Spelen van 2008 in Peking vond plaats op 15 en 16 augustus in het Nationale Stadion van Peking.

## Kwalificatie
Elk Nationaal Olympisch Comité mocht drie atleten afvaardigen die in de kwalificatieperiode (1 januari 2007 tot 23 juli 2008) aan de A-limiet voldeden (6.000 punten). Een NOC mocht één atleet afvaardigen, die in dezelfde kwalificatieperiode aan de B-limiet voldeed (5.800 punten).

## Programma
De eerste vier onderdelen (respectievelijk 100 meter horden, hoogspringen, kogelstoten en 200 meter) werden op vrijdag 15 augustus afgewerkt. De drie slot onderdelen (respectievelijk verspringen, speerwerpen en 800 meter) werden op zaterdag 16 augustus afgewerkt.

## Records
Voor dit onderdeel waren het wereldrecord en olympisch record als volgt.
| Wereldrecord     | 7291 punten | Jackie Joyner-Kersee | USA | Seoel | 24 september 1988 |
| Olympisch record | 7291 punten | Jackie Joyner-Kersee | USA | Seoel | 24 september 1988 |

## Uitslagen
De volgende afkortingen worden gebruikt:
- DNS niet gestart
- NM geen geldig resultaat
- PB persoonlijke besttijd
- SB beste seizoensprestatie
- NR nationaal record

## 100 m horden

### Serie 1
| Rang | Naam               | Land | Tijd  | Punten | Extra |
| ---- | ------------------ | ---- | ----- | ------ | ----- |
| 1    | Laurien Hoos       | NED  | 13,52 | 1047   | PB    |
| 2    | Liu Haili          | CHN  | 13,56 | 1041   | PB    |
| 3    | Karolina Tyminska  | POL  | 13,62 | 1033   | PB    |
| 4    | Shobha Javur       | IND  | 13,62 | 1033   | PB    |
| 5    | Kylie Wheeler      | AUS  | 13,68 | 1024   | SB    |
| 6    | Gretchen Quintana  | CUB  | 13,77 | 1011   |       |
| 7    | Linda Züblin       | SUI  | 13,90 | 993    |       |
| 8    | Pramila Gudanda    | IND  | 13,97 | 983    |       |
| 9    | Susmita Singha Roy | IND  | 14,11 | 963    |       |

### Serie 2
| Rang | Naam              | Land | Tijd  | Punten | Extra |
| ---- | ----------------- | ---- | ----- | ------ | ----- |
| 1    | Natalja Dobrynska | UKR  | 13,44 | 1059   | PB    |
| 2    | Jolanda Keizer    | NED  | 13,90 | 993    | SB    |
| 3    | Wassana Winatho   | THA  | 13,93 | 988    | SB    |
| 4    | Agryo Strataki    | GRE  | 14,05 | 971    | SB    |
| 5    | Julie Hollman     | GBR  | 14,43 | 918    |       |
| 6    | Kaie Kand         | EST  | 14,47 | 913    |       |
| 7    | Gyorgyi Farkas    | HUN  | 14,66 | 887    |       |
| 8    | Yana Maksimava    | BLR  | 14,71 | 880    |       |
| 9    | Irina Naumenko    | KAZ  | DNF   | 0      |       |

### Serie 3
| Rang | Naam                | Land | Tijd  | Punten | Extra |
| ---- | ------------------- | ---- | ----- | ------ | ----- |
| 1    | Aiga Grabuste       | LAT  | 13,78 | 1010   |       |
| 2    | Niina Kelo          | FIN  | 13,95 | 985    | PB    |
| 3    | Yuliya Tarasova     | UZB  | 14,03 | 974    | PB    |
| 4    | Ida Marcussen       | NOR  | 14,07 | 968    | PB    |
| 5    | Rebecca Wardell     | NZL  | 14,07 | 968    | SB    |
| 6    | Viktorija Zemaityte | LTU  | 14,44 | 917    |       |
| 7    | Austra Skujytė      | LTU  | 14,46 | 914    | SB    |

### Serie 4
| Rang | Naam                   | Land | Tijd  | Punten | Extra |
| ---- | ---------------------- | ---- | ----- | ------ | ----- |
| 1    | Ljoedmila Blonska      | UKR  | 13,31 | 1078   | SB    |
| 2    | Sonja Kesselschlager   | GER  | 13,50 | 1050   | SB    |
| 3    | Lucimara Silva         | BRA  | 13,55 | 1043   |       |
| 4    | Marie Collonville      | FRA  | 13,57 | 1040   | PB    |
| 5    | Jennifer Oeser         | GER  | 13,57 | 1040   |       |
| 6    | Tatjana Tsjernova      | RUS  | 13,65 | 1028   |       |
| 7    | Lilli Schwarzkopf      | GER  | 13,73 | 1017   |       |
| 8    | Kamila Chudzik         | POL  | 13,79 | 1008   |       |
| 9    | Antoinette Nana Djimou | FRA  | 13,85 | 1000   |       |

### Serie 5
| Rang | Naam               | Land | Tijd  | Punten | Extra |
| ---- | ------------------ | ---- | ----- | ------ | ----- |
| 1    | Hyleas Fountain    | USA  | 12,78 | 1158   |       |
| 2    | Jessica Zelinka    | CAN  | 12,97 | 1129   | PB    |
| 3    | Anna Bogdanova     | RUS  | 13,09 | 1111   | PB    |
| 4    | Kelly Sotherton    | GBR  | 13,18 | 1097   | PB    |
| 5    | Jackie Johnson     | USA  | 13,22 | 1091   |       |
| 6    | Hanna Melnytsjenko | UKR  | 13,52 | 1047   |       |
| 7    | Olga Kurban        | RUS  | 13,77 | 1011   |       |
| 8    | Denisa Scerbova    | CZE  | 13,88 | 995    |       |
| 9    | Diana Pickler      | USA  | 14,28 | 939    |       |

## Hoogspringen

### Groep A
| Rang | Naam                   | Land | Hoogte | Punten | Extra |
| ---- | ---------------------- | ---- | ------ | ------ | ----- |
| 1    | Jolanda Keizer         | NED  | 1,83   | 1016   | PB    |
| 2    | Tatjana Tsjernova      | RUS  | 1,83   | 1016   | SB    |
| 3    | Natalja Dobrynska      | UKR  | 1,80   | 978    | SB    |
| 4    | Jessica Zelinka        | CAN  | 1,77   | 941    | PB    |
| 5    | Olga Kurban            | RUS  | 1,77   | 941    | SB    |
| 6    | Aiga Grabuste          | LAT  | 1,77   | 941    |       |
| 7    | Kamila Chudzik         | POL  | 1,77   | 941    | SB    |
| 8    | Liu Haili              | CHN  | 1,77   | 941    | PB    |
| 9    | Karolina Tyminska      | POL  | 1,77   | 941    | PB    |
| 10   | Pramila Gudanda        | IND  | 1,74   | 903    | =PB   |
| 11   | Viktorija Zemaityte    | LTU  | 1,74   | 903    |       |
| 12   | Ida Marcussen          | NOR  | 1,71   | 867    | PB    |
| 13   | Antoinette Nana Djimou | FRA  | 1,71   | 867    | PB    |
| 14   | Rebecca Wardell        | NZL  | 1,71   | 867    | PB    |
| 15   | Gretchen Quintana      | CUB  | 1,68   | 830    |       |
| 16   | Shobha Javur           | IND  | 1,65   | 795    | SB    |
| 17   | Laurien Hoos           | NED  | 1,65   | 795    |       |
| 18   | Niina Kelo             | FIN  | 1,65   | 795    | PB    |
| 19   | Kaie Kand              | EST  | 1,65   | 795    |       |
| 20   | Linda Züblin           | SUI  | 1,62   | 759    |       |
| 21   | Irina Naumenko         | KAZ  | DNS    | 0      |       |

### Groep B
| Rang | Naam                 | Land | Hoogte | Punten | Extra |
| ---- | -------------------- | ---- | ------ | ------ | ----- |
| 1    | Hyleas Fountain      | USA  | 1,89   | 1093   | PB    |
| 2    | Kylie Wheeler        | AUS  | 1,89   | 1093   | PB    |
| 3    | Ljoedmila Blonska    | UKR  | 1,86   | 1054   | PB    |
| 4    | Anna Bogdanova       | RUS  | 1,86   | 1054   |       |
| 5    | Marie Collonville    | FRA  | 1,86   | 1054   | NR    |
| 6    | Lucimara Silva       | BRA  | 1,83   | 1016   | PB    |
| 7    | Kelly Sotherton      | GBR  | 1,83   | 1016   | SB    |
| 8    | Hanna Melnytsjenko   | UKR  | 1,80   | 978    | SB    |
| 9    | Lilli Schwarzkopf    | GER  | 1,80   | 978    |       |
| 10   | Jennifer Oeser       | GER  | 1,80   | 978    |       |
| 11   | Austra Skujytė       | LTU  | 1,77   | 941    |       |
| 12   | Jackie Johnson       | USA  | 1,77   | 941    |       |
| 13   | Sonja Kesselschlager | GER  | 1,77   | 941    |       |
| 14   | Julie Hollman        | GBR  | 1,77   | 941    |       |
| 15   | Gyorgyi Farkas       | HUN  | 1,74   | 903    |       |
| 16   | Yana Maksimava       | BLR  | 1,74   | 903    |       |
| 17   | Yuliya Tarasova      | UZB  | 1,71   | 867    |       |
| 18   | Susmita Singha Roy   | IND  | 1,71   | 867    |       |
| 19   | Agryo Strataki       | GRE  | 1,68   | 830    |       |
| 20   | Wassana Winatho      | THA  | 1,68   | 830    |       |
| 21   | Denisa Scerbova      | CZE  | 1,65   | 795    |       |
| 22   | Diana Pickler        | USA  | DNS    | 0      |       |

## Kogelstoten

### Groep A
| Rang | Naam                   | Land | Afstand | Punten | Extra |
| ---- | ---------------------- | ---- | ------- | ------ | ----- |
| 1    | Natalja Dobrynska      | UKR  | 17,29   | 1015   | PB    |
| 2    | Austra Skujytė         | LTU  | 17,02   | 997    | SB    |
| 3    | Jolanda Keizer         | NED  | 15,15   | 871    | PB    |
| 4    | Laurien Hoos           | NED  | 14,98   | 860    | SB    |
| 5    | Niina Kelo             | FIN  | 14,82   | 849    |       |
| 6    | Lilli Schwarzkopf      | GER  | 14,61   | 835    | PB    |
| 7    | Kamila Chudzik         | POL  | 14,34   | 817    | SB    |
| 8    | Sonja Kesselschlager   | GER  | 14,33   | 816    | SB    |
| 9    | Ljoedmila Blonska      | UKR  | 14,29   | 813    |       |
| 10   | Rebecca Wardell        | NZL  | 14,28   | 813    |       |
| 11   | Anna Bogdanova         | RUS  | 14,08   | 799    |       |
| 12   | Karolina Tyminska      | POL  | 14,08   | 799    |       |
| 13   | Kelly Sotherton        | GBR  | 13,87   | 785    |       |
| 14   | Olga Kurban            | RUS  | 13,84   | 783    | PB    |
| 15   | Jessica Zelinka        | CAN  | 13,79   | 780    |       |
| 16   | Jennifer Oeser         | GER  | 13,62   | 769    |       |
| 17   | Yana Maksimava         | BLR  | 13,60   | 767    |       |
| 18   | Hyleas Fountain        | USA  | 13,36   | 751    |       |
| 19   | Argyro Strataki        | GRE  | 13,22   | 742    |       |
| 20   | Hanna Melnytsjenko     | UKR  | 13,18   | 739    |       |
| 21   | Antoinette Nana Djimou | FRA  | 13,12   | 735    |       |
| 22   | Ida Marcussen          | NOR  | 12,97   | 725    |       |

### Groep B
| Rang | Naam                | Land | Afstand | Punten | Extra |
| ---- | ------------------- | ---- | ------- | ------ | ----- |
| 1    | Viktorija Zemaityte | LTU  | 14,01   | 795    | PB    |
| 2    | Gretchen Quintana   | CUB  | 13,10   | 734    |       |
| 3    | Shobha Javur        | IND  | 13,07   | 732    |       |
| 4    | Kylie Wheeler       | AUS  | 13,06   | 731    | SB    |
| 5    | Kaie Kand           | EST  | 12,91   | 721    |       |
| 6    | Tatjana Tsjernova   | RUS  | 12,88   | 719    |       |
| 7    | Liu Haili           | CHN  | 12,71   | 708    |       |
| 8    | Aiga Grabuste       | LAT  | 12,70   | 707    |       |
| 9    | Yuliya Tarasova     | UZB  | 12,60   | 701    |       |
| 10   | Julie Hollman       | GBR  | 12,45   | 691    |       |
| 11   | Marie Collonville   | FRA  | 12,42   | 689    | PB    |
| 12   | Linda Züblin        | SUI  | 12,34   | 684    |       |
| 13   | Gyorgyi Farkas      | HUN  | 12,06   | 665    |       |
| 14   | Jackie Johnson      | USA  | 11,82   | 649    |       |
| 15   | Pramila Gudanda     | IND  | 11,66   | 639    |       |
| 16   | Lucimara Silva      | BRA  | 11,59   | 634    |       |
| 17   | Susmita Singha Roy  | IND  | 11,27   | 613    |       |
|      | Irina Naumenko      | KAZ  | DNS     | 0      |       |
|      | Diana Pickler       | USA  | DNS     | 0      |       |
|      | Denisa Scerbova     | CZE  | DNS     | 0      |       |
|      | Wassana Winatho     | THA  | DNS     | 0      |       |

## 200m

### Serie 1
| Rang | Naam               | Land | Tijd  | Punten | Extra |
| ---- | ------------------ | ---- | ----- | ------ | ----- |
| 1    | Jolanda Keizer     | NED  | 23,97 | 984    | PB    |
| 2    | Ljoedmila Blonska  | UKR  | 24,14 | 967    | SB    |
| 3    | Anna Bogdanova     | RUS  | 24,24 | 958    | PB    |
| 4    | Kylie Wheeler      | AUS  | 24,28 | 954    | SB    |
| 5    | Gretchen Quintana  | CUB  | 24,34 | 948    |       |
| 6    | Hanna Melnytsjenko | UKR  | 24,35 | 947    | PB    |
| 7    | Rebecca Wardell    | NZL  | 24,64 | 920    |       |
| 8    | Kamila Chudzik     | POL  | 25,36 | 854    |       |
| 9    | Diana Pickler      | USA  | DNS   | 0      |       |

### Serie 2
| Rang | Naam               | Land | Tijd  | Punten | Extra |
| ---- | ------------------ | ---- | ----- | ------ | ----- |
| 1    | Hyleas Fountain    | USA  | 23,21 | 1058   | PB    |
| 2    | Kelly Sotherton    | GBR  | 23,39 | 1040   | PB    |
| 3    | Karolina Tyminska  | POL  | 23,39 | 1040   | PB    |
| 4    | Jessica Zelinka    | CAN  | 23,64 | 1016   | PB    |
| 5    | Tatjana Tsjernova  | RUS  | 23,95 | 986    |       |
| 6    | Olga Kurban        | RUS  | 24,34 | 948    |       |
| 7    | Susmita Singha Roy | IND  | 24,34 | 948    |       |
| 8    | Pramila Gudanda    | IND  | 24,92 | 894    |       |
| 9    | Denisa Scerbova    | CZE  | DNS   | 0      |       |

### Serie 3
| Rang | Naam                | Land | Tijd  | Punten | Extra |
| ---- | ------------------- | ---- | ----- | ------ | ----- |
| 1    | Yuliya Tarasova     | UZB  | 24,36 | 946    | PB    |
| 2    | Aige Grabuste       | LAT  | 24,71 | 914    |       |
| 3    | Viktorija Zemaityte | LTU  | 25,06 | 881    |       |
| 4    | Niina Kelo          | FIN  | 25,90 | 806    |       |
| 5    | Yana Maksimava      | BLR  | 25,94 | 802    |       |
| 6    | Gyorgyi Farkas      | HUN  | 26,10 | 788    | PB    |
| 7    | Irina Naumenko      | KAZ  | DNS   | 0      |       |

### Serie 4
| Rang | Naam                 | Land | Tijd  | Punten | Extra |
| ---- | -------------------- | ---- | ----- | ------ | ----- |
| 1    | Natalja Dobrynska    | UKR  | 24,39 | 944    | PB    |
| 2    | Ida Marcussen        | NOR  | 25,02 | 885    |       |
| 3    | Marie Collonville    | FRA  | 25,06 | 881    | PB    |
| 4    | Lilli Schwarzkopf    | GER  | 25,25 | 864    |       |
| 5    | Austra Skujytė       | LTU  | 25,40 | 850    | SB    |
| 6    | Julie Hollman        | GBR  | 25,41 | 850    |       |
| 7    | Argyro Strataki      | GRE  | 25,47 | 844    |       |
| 8    | Kaie Kand            | EST  | 25,49 | 842    | SB    |
| 9    | Sonja Kesselschlager | GER  | 25,50 | 841    |       |

### Serie 5
| Rang | Naam                   | Land | Tijd  | Punten | Extra |
| ---- | ---------------------- | ---- | ----- | ------ | ----- |
| 1    | Liu Haili              | CHN  | 24,47 | 936    | PB    |
| 2    | Lucimara Silva         | BRA  | 24,56 | 928    | SB    |
| 3    | Laurien Hoos           | NED  | 24,57 | 927    | SB    |
| 4    | Shobha Javur           | IND  | 24,62 | 922    | SB    |
| 5    | Jennifer Oeser         | GER  | 24,67 | 917    |       |
| 6    | Jackie Johnson         | USA  | 24,74 | 911    |       |
| 7    | Antoinette Nana Djimou | FRA  | 24,90 | 896    |       |
| 8    | Linda Züblin           | SUI  | 24,99 | 888    |       |
| 9    | Wassana Winatho        | THA  | DNS   | 0      |       |

## Verspringen

### Groep A
| Rang | Naam                 | Land | Afstand | Punten | Extra |
| ---- | -------------------- | ---- | ------- | ------ | ----- |
| 1    | Aiga Grabuste        | LAT  | 6,36    | 962    |       |
| 2    | Jolanda Keizer       | NED  | 6,15    | 896    | PB    |
| 3    | Julie Hollman        | GBR  | 6,13    | 890    |       |
| 4    | Jessica Zelinka      | CAN  | 6,12    | 887    | SB    |
| 5    | Gyorgi Farkas        | HUN  | 6,09    | 877    | PB    |
| 6    | Liu Haili            | CHN  | 6,08    | 874    |       |
| 7    | Ida Marcussen        | NOR  | 6,06    | 868    |       |
| 8    | Sonja Kesselschlager | GER  | 6,04    | 862    |       |
| 9    | Gretchen Quintana    | CUB  | 6,02    | 856    |       |
| 10   | Susmita Singha Roy   | IND  | 5,98    | 843    |       |
| 11   | Argyro Strataki      | GRE  | 5,97    | 840    |       |
| 12   | Yuliya Tarasova      | UZB  | 5,92    | 825    |       |
| 13   | Rebecca Wardell      | NZL  | 584     | 801    |       |
| 14   | Niina Kelo           | FIN  | 5,76    | 777    |       |
| 15   | Kaie Kand            | EST  | 5,75    | 774    |       |
| 16   | Laurien Hoos         | NED  | 5,74    | 771    | SB    |
| 17   | Linda Züblin         | SUI  | 5,74    | 771    |       |
|      | Yana Maksimava       | BLR  | NM      | 0      |       |
|      | Austra Skujytė       | LTU  | NM      | 0      |       |
|      | Viktorija Zemaityte  | LTU  | NM      | 0      |       |

### Groep B
| Rang | Naam                   | Land | Afstand | Punten | Extra |
| ---- | ---------------------- | ---- | ------- | ------ | ----- |
| 1    | Natalja Dobrynska      | UKR  | 6,63    | 1049   | PB    |
| 2    | Karolina Tyminska      | POL  | 6,53    | 1017   |       |
| 3    | Ljoedmila Blonska      | UKR  | 6,48    | 1001   |       |
| 4    | Tatjana Tsjernova      | RUS  | 6,47    | 997    |       |
| 5    | Anna Bogdanova         | RUS  | 6,45    | 991    |       |
| 6    | Hanna Melnytsjenko     | UKR  | 6,40    | 975    | PB    |
| 7    | Hyleas Fountain        | USA  | 6,38    | 969    |       |
| 8    | Kelly Sotherton        | GBR  | 6,33    | 958    | SB    |
| 9    | Marie Collonville      | FRA  | 6,21    | 915    | PB    |
| 10   | Lucimara Silva         | BRA  | 6,18    | 905    |       |
| 11   | Jennifer Oeser         | GER  | 6,16    | 899    |       |
| 12   | Antoinette Nana Djimou | FRA  | 6,16    | 899    |       |
| 13   | Pramila Gudanda        | IND  | 6,11    | 883    |       |
| 14   | Kylie Wheeler          | AUS  | 6,11    | 883    |       |
| 15   | Olga Kurban            | RUS  | 5,97    | 840    |       |
| 16   | Kamila Chudzik         | POL  | 5,97    | 840    |       |
| 17   | Lilli Schwarzkopf      | GER  | 5,96    | 837    |       |
| 18   | Jackie Johnson         | USA  | 5,88    | 813    |       |
| 19   | Shobha Javur           | IND  | 5,86    | 807    |       |

## Speerwerpen

### Groep A
| Rang | Naam                 | Land | Afstand | Punten | Extra |
| ---- | -------------------- | ---- | ------- | ------ | ----- |
| 1    | Sonja Kesselschlager | GER  | 44,28   | 750    | SB    |
| 2    | Jessica Zelinka      | CAN  | 43,91   | 742    | PB    |
| 3    | Kylie Wheeler        | AUS  | 43,81   | 741    | PB    |
| 4    | Yuliya Tarasova      | UZB  | 43,31   | 731    | PB    |
| 5    | Jolanda Keizer       | NED  | 42,76   | 720    | PB    |
| 6    | Kaie Kand            | EST  | 42,51   | 716    | PB    |
| 7    | Liu Haili            | CHN  | 41,79   | 702    | SB    |
| 8    | Pramila Gudanda      | IND  | 41,27   | 692    |       |
| 9    | Lucimara Silva       | BRA  | 40,34   | 674    | SB    |
| 10   | Susmita Singha Roy   | IND  | 39,79   | 663    |       |
| 11   | Yana Maksimava       | BLR  | 39,14   | 651    |       |
| 12   | Julie Hollman        | GBR  | 39,08   | 650    |       |
| 13   | Aiga Grabuste        | LAT  | 39,02   | 649    |       |
| 14   | Gretchen Quintana    | CUB  | 38,14   | 632    | PB    |
| 15   | Kelly Sotherton      | GBR  | 37,66   | 622    | SB    |
| 16   | Karolina Tyminska    | POL  | 35,97   | 590    |       |
| 17   | Hanna Melnytsjenko   | UKR  | 35,89   | 589    |       |
| 18   | Anna Bogdanova       | RUS  | 35,41   | 579    |       |
| 19   | Viktorija Zemaityte  | LTU  | DNS     | 0      |       |

### Groep B
| Rang | Naam                   | Land | Afstand | Punten | Extra |
| ---- | ---------------------- | ---- | ------- | ------ | ----- |
| 1    | Kamila Chudzik         | POL  | 52,05   | 900    |       |
| 2    | Lilli Schwarzkopf      | GER  | 51,88   | 897    |       |
| 3    | Niina Kelo             | FIN  | 51,48   | 889    |       |
| 4    | Antoinette Nana Djimou | FRA  | 49,32   | 847    |       |
| 5    | Natalja Dobrynska      | UKR  | 48,60   | 833    | PB    |
| 6    | Laurien Hoos           | NED  | 48,54   | 832    |       |
| 7    | Tatjana Tsjernova      | RUS  | 48,37   | 829    |       |
| 8    | Ljoedmila Blonska      | UKR  | 47,60   | 814    |       |
| 9    | Jennifer Oeser         | GER  | 47,53   | 812    | SB    |
| 10   | Ida Marcussen          | NOR  | 47,37   | 809    |       |
| 11   | Linda Züblin           | SUI  | 47,19   | 806    |       |
| 12   | Marie Collonville      | FRA  | 46,14   | 785    |       |
| 13   | Argyro Strataki        | GRE  | 45,20   | 767    | SB    |
| 14   | Shobha Javur           | IND  | 43,50   | 735    |       |
| 15   | Gyorgi Farkas          | HUN  | 43,45   | 734    |       |
| 16   | Olga Kurban            | RUS  | 42,85   | 722    |       |
| 17   | Rebecca Wardell        | NZL  | 42,14   | 708    |       |
| 18   | Hyleas Fountain        | USA  | 41,93   | 705    |       |
|      | Jackie Johnson         | USA  | DNS     | 0      |       |
|      | Austra Skujytė         | LTU  | DNS     | 0      |       |

## Eindklassement
| Rang | Atlete                 | Land | Punten | Extra |
| ---- | ---------------------- | ---- | ------ | ----- |
| 1    | Natalja Dobrynska      | UKR  | 6733   | PB    |
| 2    | Hyleas Fountain        | USA  | 6619   |       |
| 3    | Kelly Sotherton        | GBR  | 6517   |       |
| 4    | Jessica Zelinka        | CAN  | 6490   | NR    |
| 5    | Anna Bogdanova         | RUS  | 6465   | PB    |
| 6    | Karolina Tyminska      | POL  | 6428   | PB    |
| 7    | Lilli Schwarzkopf      | GER  | 6379   |       |
| 8    | Jolanda Keizer         | NED  | 6370   | PB    |
| 9    | Kylie Wheeler          | AUS  | 6369   | PB    |
| 10   | Jennifer Oeser         | GER  | 6360   |       |
| 11   | Marie Collonville      | FRA  | 6302   | SB    |
| 12   | Olga Kurban            | RUS  | 6192   |       |
| 13   | Hanna Melnytsjenko     | UKR  | 6165   |       |
| 14   | Kamila Chudzik         | POL  | 6157   |       |
| 15   | Sonja Kesselschlager   | GER  | 6140   |       |
| 16   | Lucimara Silva         | BRA  | 6076   | AR    |
| 17   | Antoinette Nana Djimou | FRA  | 6055   |       |
| 18   | Aiga Grabuste          | LAT  | 6050   | PB    |
| 19   | Liu Haili              | CHN  | 6041   | PB    |
| 20   | Ida Marcussen          | NOR  | 6015   |       |
| 21   | Rebecca Wardell        | NZL  | 5989   |       |
| 22   | Niina Kelo             | FIN  | 5911   | SB    |
| 23   | Agryo Strataki         | GRE  | 5893   |       |
| 24   | Gretchen Quintana      | CUB  | 5830   |       |
| 25   | Yuliya Tarasova        | UZB  | 5785   |       |
| 26   | Pramila Gudanda        | IND  | 5771   |       |
| 27   | Gyorgyi Farkas         | HUN  | 5760   |       |
| 28   | Shobha Javur           | IND  | 5749   |       |
| 29   | Linda Züblin           | SUI  | 5743   |       |
| 30   | Julie Hollman          | GBR  | 5729   |       |
| 31   | Susmita Singha Roy     | IND  | 5705   |       |
| 32   | Kaie Kand              | EST  | 5677   | SB    |
| 33   | Yana Maksimava         | BLR  | 4806   |       |
| DQ   | Ljoedmila Blonska      | UKR  | 6700   | SB    |
| DQ   | Tatjana Tsjernova      | RUS  | 6591   |       |